# مودل
 مودل برنامج حر مفتوح المصدر ومنصّة للتعلّم الالكتروني (معروف كذلك بنظام إدارة الفصل (ن إ ف)، أو أنظمة إدارة التعلّم (أ إ ت)، أو بيئة التعلّم الافتراضية. سعيا منه لتوفير أداة للتربويين تمكنهم من إنشاء مقررات إلكترونية مع إمكانية التفاعل، طور مارتن دوجماس نظام مودل وأطلق إصدار منه في 20 أغسطس 2002.
يدعم مودل أكثر من 70 لغة في أكثر من 196 بلد. له قاعدة مستخدمين هامّة بـ 18,204 موقعا مسجّلا مع 7,270,260 مستخدما في 712,531 فصلا (ابتداء من 15 نوفمبر، 2006) 
صمّم مودل لمساعدة المربين لإنشاء فصول على الخط بفرص للتفاعل الغني. تمكن رخصتها الحرة وتصميمها بالوحدات الأفراد والشركات التجارية من تطوير وظائف جديدة.

## فلسفة مودل
مودل هو فكرة وتطوير لعالم الحاسوب مارتن دوجيماس من جامعة كورتن بيرث، غرب أستراليا.
تقوم فلسفة مودل على أن المعرفة تنبني في عقل المتعلم من خلال ما يقدم له من معلومات. يكون دور المكون (المنشط أو المعلم) هو خلق بيئة بيداغوجية تجعل من المتعلم (المتلقي) يبني معارفه من خلال تجاربه ومؤهلاته. هذه الفلسفة تبتعد كل البعد عما هو معمول به الآن، حيث يقوم المنشط باختيار ما يجب تقديمه وما يجب على المتعلم معرفته.

## مميزّات مودل
مودل له العديد من المميزّات المتوقّعة من تضمين منصّة التعلّم الإلكتروني:
- منتديات
- إدارة محتوى (مصادر)
- محرر اختيارات بأشكال مختلفة من الأسئلة
- مدوّنات
- ويكيات
- نشاطات قاعدة بيانات
- استطلاعات
- دردشة
- مسارد
- تقييم اللّوردات
- دعم متعدّد اللّغة (أكثر من 70 لغة مدعومة للواجهة )

## مزايا أخرى
يتميز :
- سهل التنصيب والتكيف
- تأريخ لنشاطات الطلبة يسمح للمعلم بمتابعة التقدم.
- مسايرة لتكنولوجيا ويب 2.0 (ويكي، مدونات أجاكس، آر إس إس...).
- دعم تعدد مصادر البيانات، حيث يمكن من إضافة عدة أنواع من المصادر إلى هذا النظام منها: ملف، رابط على الإنترنت، صفحة، سكورم.
- مستودعات البيانات، يدعم النظام إضافة بيانات من عدة مستودعات للبيانات منها: تطبيقات جوجل، نظام الحقيبة الإلكترونية مهارا – Mahara, Flickr, Youtube، الفريسكو - Alfresco
- نظم الحقيبة الإلكترونية، يدعم نظام المودل تخزين ملفات الاعضاء ضمن عدة نظم للحقيبة الإلكترونية منها: نظام الحقيبة الإلكترونية – مهارا، نظام الفريسكو، نظام فليكر لتخزين الصور، مستندات جوجل.
- توفير واجهة برمجة التطبيقات: يؤمن نظام المودل بروتوكول يسمح للتطبيقات من طرف ثالث بالتعديل على الوظائف الأساسية في النظام.

إمكانية تطوير تصاميم للنظام
يمكن تطوير تصميم خاص بنظام المودل بحيث يعكس هوية المؤسسة التي تستعمله، حيث يتميز نظام الثيمات في مودل بما يلي:
1. السماح بفصل الشيفرة عن التصميم.
2. إمكانية تعدد التصاميم بحسب الجهاز الذي يستخدمه المستخدم، تصميم للحاسب الشخصي، تصميم للأجهزة الذكية, ...
3. يتيح النظام مرونة كبيرة في التصميم.
4. يتيح إمكانية للمستخدم لاختيار التصميم الذي يناسبه.

النشاطات الشرطية
تعتبر من المزايا الهامة في الصدارة الجديدة من نظام المودل، حيث يسمح بإنشاء انشطة تعليمية مترابطة فيما بينها، بحيث لا يمكن معاينة نشاط ما قبل معاينة نشاط آخر مرتبط به وفقاً لشروط معينة، مثل أن يحصل على علامة 70% في النشاط السابق.
دعم الأجهزة الذكية
يسمح النظام بالولوج إلى المحتوى العلمي، والوظائف الخاصة به عبر العديد من التقنيات التي ظهرت مؤخرا منها:
1. اجهزة ذات نظام التشغيل الاندرويد، والأيفون.
2. الاجهزة اللوحية.

التعلم عبر الجوال
نظام المودل مزود بتطبيق يسمح بالاستفادة من النظام عبر الجوال، ودون الحاجة للجلوس امام الحاسب، يتميز هذا التطبيق بما يلي:
1. التركيز على المهام.
2. الشاشات المعتمدة على اللمس.
3. مقسم إلى وحدات قابلة للزيادة والنقصان.
4. يمكن استخدامه دون الحاجة للاتصال بالشبكة.

## متطلبات تقنية
يمكن تنصيب مودل على معظم أنظمة التشغيل التي تدعم البي إتش بي ونظام قواعد بيانات كـ ماي إس كيو إل ماي إس كيو إل أو PostgreSQL ...).

## تظاهرات
تعقد عدة تظاهرات حول مودل لنظرا لشعبيته، منها :
- المؤتمر الفرنكوفوني MoodleMoot (آخر طبعة هي الخامسة بمدينة ليون، فرنسا من 22 إلى 24 يونيو 2009).
- المؤتمر العربي[6] (عقد بنسخته الأولى في مدينة دبي بالإمارات العربية المتحدة بين 16 و17 أبريل 2017).

## وصلات خارجية
- موودل على موقع Open Hub (الإنجليزية)
- موودل على موقع Free Software Directory (الإنجليزية)
- موودل على موقع Framasoft (الفرنسية)
- (بالإنجليزية) الموقع الرسمي